# Stade Municipal de Kintélé
Das Stade Municipal de Kintélé in Brazzaville ist das Nationalstadion der Republik Kongo. Es wird für Fußballspiele genutzt und hat auch eine Laufbahn. Es beheimatet die Fußballnationalmannschaft der Republik Kongo. Es hat 60.000 Sitzplätze und wurde mit einem Fußballspiel zwischen der Republik Kongo und Ghana eröffnet. Es war Ausrichtungsort der Afrikaspiele 2015.